# Ruan Ji
Ruan Ji (ur. 210, zm. 263) – chiński poeta i filozof konfucjański.
Zaliczany do Siedmiu Mędrców z Bambusowego Gaju, grupy sławnych ekscentryków, gwałcących normy konfucjańskie w imię swobody ekspresji. Ruan Ji, który biesiadował w dniu pogrzebu swej matki, naruszając podstawową cnotę nabożności synowskiej, miał odpowiedzieć krytykom, że chyba nie spodziewają się, że zasady dobrego wychowania odnoszą się do niego. Zwykł także biesiadować z rodziną przy jednym wielkim dzbanie, z którego pili wszyscy razem. Gdy pewnego razu do dzbana podeszły świnie, rodzina Ruana zaczęła pić razem z nimi. Według Liu Yiqinga Ruan Ji często chadzał do domu swojego sąsiada, by pić wino z jego żoną. Gdy się upili, spali razem w jednym łóżku, nie robiąc jednak niczego nieprzyzwoitego.
Jeden ze zwolenników adaptacji niektórych elementów taoizmu do Nauki Konfucjańskiej. Podkreślał wagę postępowania zgodnie z własną naturą, krytykował przy tym tych, którzy dawali się skrępować przez normy społeczne i wzory moralne. W szczególności powoływał się na księgę Zhuangzi, jako źródło swej filozofii. Jego ideałem był „Wielki Człowiek”, stojący ponad konfucjańską zrytualizowaną moralnością, odrzucający służbę państwu na rzecz dążenia do samorealizacji. Uznawał, że pożądanie jest tym, co naturalne. Większość jego poglądów opierała się na koncepcji niebytu. 
Obok Xi Kanga najważniejszy poeta wśród „Siedmiu mędrców”, a równocześnie jeden z najważniejszych poetów swojej epoki. Spowodował rewolucję w literaturze chińskiej, pogłębiając znaczenie wiersza lirycznego i nadając mu wartości uniwersalne. W swoim głównym dziele, zbiorze 82 pentametrów zatytułowanym Yonghuai shi (詠懷詩, Pieśni mej duszy), poszukiwał głębszego wglądu w naturę człowieka, patrząc przez pryzmat własnych doświadczeń i cierpień. Osiągał to, porzucając linearną narrację lub opis pojedynczej sceny lub osoby, na rzecz komponowania „wewnętrznych pejzaży”, złożonych z różnorodnych elementów (np. obrazów, zachowań ludzkich, scen naturalnych), których wspólnym mianownikiem był związek z nastrojem i uczuciami poety.